# 大石大三郎
大石 大三郎（おおいし だいさぶろう、元禄15年7月5日（1702年7月29日） - 明和7年2月14日（1770年3月11日））は、江戸時代中期の武士。安芸国広島藩士。名は良恭（よしやす）。通称ものちに代三郎、さらに外衛と変えている。

## 生涯
元禄15年（1702年）7月5日、大石良雄とその妻りく（香林院）の三男として、母の実家の但馬国豊岡藩の石束毎公邸にて誕生。このころ、父良雄は山科にいたが、浅野家お家再興が挫折して吉良家討ち入り計画を進めようという時期にあり、妻りくや子らは罪が連座しないように絶縁されて山科から豊岡に戻されていた。この時りくは妊娠しており、豊岡で出産することとなる。そして生まれたのが大三郎であった。元文元年（1736年）11月19日に死去。
討ち入り後、父良雄や長兄大石良金は、お預かりの大名屋敷で切腹した（赤穂事件）。宝永6年（1709年）綱吉に代わり家宣が将軍宣下を行う。それにより、義士の遺子に対する大赦が行われた。そこで、大石良雄の遺児である大三郎を広島藩浅野本家が藩士に迎える動きがあり（次兄の大石吉之進は早世し大三郎が唯一の生存していた男子）、大三郎が12歳になった正徳3年（1713年）9月に広島藩仕官が決まり、豊岡を出て広島へ移っていった。広島藩では父良雄と同じ1500石の知行と広島城二の丸の屋敷を与えられた。
なお、母りくは連座を避けるための書類離婚だったため、浅野本家に仕えてからは大石姓への復籍仕官が許可され、子の大三郎は大石姓で仕官した（石束流大石氏）。義士の遺児の殆どが出家、改姓また養子縁組で他家に仕えた者も致仕する中、当時としては稀である。
享保2年（1717年）12月12日に元服し、享保6年（1721年）9月19日には藩主浅野吉長の命により浅野氏一族の浅野忠喬（広島藩家老・知行5000石）の娘と結婚した（姉の大石るりも正徳4年（1714年）に吉長の命で浅野一族の浅野直道と結婚させられている）。しかし、この妻とはうまくいかず離縁。その後、同藩から岡田助右衛門の娘、浅野八郎左衛門の娘を妻に迎えたが、いずれもうまくいかず離縁した。
広島藩内においては旗奉行次席・番頭・奏者頭などの重職を歴任したが、言葉が不自由だったともいわれ、今で言う発達障害があったともいわれている。また、神沢杜口の随筆『翁草』では品行がよくなかったと記述が残る。元文元年（1736年）、母・りくが死去。延享4年（1747年）豊岡藩家老だった伯父（母香林院の兄）石束毎明と従兄弟の石束毎雅が広島藩に来る。大三郎は彼らと敵対して毎雅を広島から追放した。毎明は広島城下で浪人として隠遁生活をおくるが宝暦5年（1755年）に死去。
明和5年（1768年）3月18日に隠居。男子が2人あったが、いずれも妾腹であるため、小山良至（小山良速の孫）の五男良尚を養子に迎えて大石家の家督を継がせた（小山流大石氏）。
明和7年（1770年）2月14日に広島にて死去した。享年69。広島の鳳来山国泰寺に葬られた。松巌院忠幹蒼栄。
昭和20年（1945年）8月6日の原爆投下でりく兄妹と大三郎の墓は全焼全壊した。昭和53年（1978年）に国泰寺が広島市西区の己斐に移転した際、大三郎の墓も再建された。毎明の墓は養源寺にある祖父・毎術と同じ石束家墓所に現在は移っている（同墓は一般公開（観光墓地）ではなく檀家墓地にある）。
江戸の泉岳寺には大三郎から最後の大石家当主・多久造（横田流大石氏）まで歴代の墓が現存している。
なお、良金は16歳で子の無いまま切腹、良以は出家、くうは独身、るりは浅野直道との間に男子がなく娘も早逝、覚運は養子であり、いずれも良雄の血脈を残していない。

## 人物評
- 三田村鳶魚の『横から見た赤穂義士』などでは、大三郎が梅毒を患い鼻欠けになり、1500石の知行を減俸されたなどと書いているが、大石家が減封になるのは、大石良尚の代で理由も良尚が病弱のためとされる。
- 「よしやすが 召しだされたは くらの陰 花が掛けたも またぐらの影」[注釈 4]（良恭は内蔵助のお陰で、座敷に花を飾れるような身分に出世したが、下半身の影響で鼻が欠けたの意味）と詠まれた。

## 大石良恭を描いた作品
- 「大石大三郎の不幸な報い」山田風太郎（1974年、筑摩書房）
- 「花影の花」平岩弓枝（1990年、新潮社）[注釈 5]